# Псомова къща
Псомовата къща (на гръцки: Μέγαρο «Ψωμά») е емблематична сграда в град Солун, Гърция.

## Местоположение
Имението е разположено на пресечката на улица „Караолис ке Димитриос“ № 11 с улица „Гладстонос“.

## История
Сградата е построена в 1927 година по проект на архитект Максимилиан Рубенс. Зданието е обявено за културна ценност и е включено в списъка в 1983 година.

## Архитектура
В архитектурно отношение е типичен пример за архитектурата от междувоенния период, с неокласически елементи. Състои се от партер и три етажа. Двете страни на зданието са организирани в шест вертикални зони, като при оформянето на техния ъгъл се създава трета зона с по-малка ширина. Отворите на последния етаж са полукръгли. Декорацията на лицето на сградата се допълва от гравюри, ключове, релефни геометрични фигури и парапети с геометрични шарки. Сградата запазва двукрилата облицована със стъкло и капандур врата, която е обрамчена от релефни растителни елементи. Вътре са запазени циментовите плочки на общите части, стълбището с дървените перила, двукрили врати със стъкло на входовете на апартаментите, както и релефни тавани. Стълбището е добре осветено с естествена светлина, с двойни отвори в задната част на сградата.